# Modelo doblemente estocástico
En estadística y teoría de la probabilidad, un modelo doblemente estocástico es un tipo de modelo que surge en muchos contextos, pero en particular en la modelización de series temporales y procesos estocásticos.
La idea básica de un modelo doblemente estocástico es que la variable aleatoria observada se modeliza en dos estadios. En un primer estadio, se busca la distribución de un resultado observado se representa de una manera estándar usando uno o más parámetros. En un segundo estadiom algunos de estos parámetros (frecuentemente solamente uno) son tratados en sí mismos como variables aleatorias.
En el contexto univariado, esto es esencialmente lo mismo que el concepto bien conocido de distribución compuesta. Para un caso más general de modelos doblemente estocásticos, se tiene la idea de que muchos valores en una serie temporal o modelo estocástico se ven afectados por los parámetros subyacentes, o bien usando un único parámetro que afecta a los resultados, o tratando el parámetro subyacentes como una serie temporal o un proceso estocástico en sí mismo. La idea básica, por tanto, es esencialmente idéntica a los modelos ampliamente usados llamados modelos de variables latentes excepto que aquí las cantidades desempeñan un papel de variable latente.
Un ejemplo de modelo deoblemente estocástico es el siguiente. Los valores observados en un proceso puntual puede ser modelado por un proceso de Poisson en que la intensidad del proceso (el parámetro subyacente relevante) se trata como la exponencial de un proceso gaussiano.